# Markt Sankt Martin
Markt Sankt Martin é um município da Áustria localizado no distrito de Oberpullendorf, no estado de Burgenland.